# Ekonomski fakultet u Splitu
Ekonomski fakultet u Splitu je visoko učilište u sastavu Sveučilišta u Splitu. Do izgradnje nove zgrade na Sveučilišnom kampusu 2002. godine, fakultet je bio dislociran na više lokacije u širem središtu Splita. Nova zgrada fakulteta s dograđenim dijelom iz 2006. zauzima 11.000 m2 s 2155 sjedećih mjesta podijeljenih u najsuvremenije opremljenih osamnaest dvorana, četiri vijećnice, četiri informatička laboratorija za nastavu i jedan za potrebe studenata. Knjižnica Fakulteta se po bogatstvu knjižničnog fonda ekonomske struke svrstava na drugo mjesto u Hrvatskoj i prvo u Dalmaciji. Ima preko 30 000 monografskih publikacija.
Na fakulteta je zaposleno 126 djelatnika, od čega 88 nastavnika.

## Organizacija i ustroj
Fakultet u svom sastavu ima sljedeće poslovne ustrojbene jedinice i to: 
- Centar za preddiplomski studij
- Centar za diplomski studij
- Centar za poslijediplomski studij
- Centar za stručni studij
- Centar za cjeloživotno obrazovanje
- Centar za znanstvena istraživanja i razvoj
- Stručne službe

Na Fakultetu se kao znanstveno-nastavne i nastavne ustrojbene jedinice ustanovljavaju katedre i zavod i to: 
- Katedra za ekonomiku nacionalnog gospodarstva
- Katedra za kvantitativne metode
- Katedra za financije
- Katedra za management
- Katedra za marketing
- Katedra za opću ekonomiju
- Katedra za računovodstvo
- Katedra za neekonomske predmete (nastavna katedra)
- Zavod za znanstveno-istraživački rad